# Matej Kochan
Matej Kochan (sinh 21 tháng 11 năm 1992) là một tiền vệ bóng đá Slovakia hiện tại thi đấu cho câu lạc bộ Fortuna Liga MFK Ružomberok.

## Sự nghiệp câu lạc bộ

### FO ŽP Šport Podbrezová
Anh ra mắt chuyên nghiệp cho ŽP Šport Podbrezová trước ŠK Slovan Bratislava ngày 11 tháng 7 năm 2014.